# غالاغا: ديستنيشن إيرث
غالاغا: ديستنيشن إيرث (بالإنجليزية: Galaga: Destination Earth)، هي لعبة فيديو بريطانية من نوع شوتم أب، صدرت اللعبة في الأسواق سنة 2000، ويعمل على منصات بلاي ستيشن، مايكروسوفت ويندوز وغيم بوي كولر.